# Clytia trigona
Clytia trigona är en nässeldjursart som beskrevs av Francois Jules Pictet de la Rive 1893. Clytia trigona ingår i släktet Clytia och familjen Campanulariidae. Inga underarter finns listade i Catalogue of Life.